# 北海道警察函館方面本部
北海道警察函館方面本部（ほっかいどうけいさつはこだてほうめんほんぶ、英語：Hokkaido Hakodate Area Police Headquarters ）は、北海道警察の方面本部の一つである。
北海道の南部に位置する渡島地方（おしま）および檜山地方（ひやま）の全域と後志地方（しりべし）の一部（島牧郡と寿都郡）を管轄し、北海道函館方面公安委員会の管理に服する。
公安委員会の下に本部を置く方式は都道府県警察と同様で、方面本部長の階級は警視長である。

## 所在地
【本庁舎】- 北海道函館市五稜郭町15番5号
- 所在機関
  - 北海道函館方面公安委員会
  - 北海道函館方面函館中央警察署
  - 警察庁北海道情報通信部函館方面情報通信部

【分庁舎】- 北海道函館市五稜郭町16番1号
- 所在機関
  - 北海道警察函館方面本部交通課交通機動隊本部
  - 自動車安全運転センター函館方面事務所（警察庁所管法人）
  - 公益財団法人北海道暴力追放センター函館支局

　 （北海道公安委員会の暴力追放運動推進センター指定公益法人）

## 沿革
北海道開拓は、明治政府の開拓使により函館・札幌・根室を皮切りに始まった。当初は警察組織自体が存在せず、その後も開拓の度合いにより地域において警察署および分署の設置が行われて、その過程で方面本部という組織が設置された。
現在の函館方面管内においては、1872年（明治5年）8月に開拓使が明治政府に函館邏卒の設置伺いを正式に立てて、 同年8月30日（旧暦）付で「函館邏卒」の設置伺之通との指令があった。（この日をもって北海道警察が誕生）
- 1947年（昭和22年）12月　国家地方警察北海道本部函館方面本部を設置
  - 函館・倶知安・苫小牧・札幌・旭川・帯広・釧路・北見・稚内の9か所
  - 旧警察法施行前ではあったが、敗戦後の連合国軍最高指令官総司令部（GHQ）の意向が明白につき実施
- 1948年（昭和23年）3月　旧警察法の施行により国家地方警察および自治体警察が発足。方面本部も存置
- 1948年（昭和23年）6月　国家地方警察北海道方面本部設置規程の制定により、方面本部を5か所に再編
  - 函館・札幌・旭川・釧路・北見
- 1949年（昭和24年）1月　国家地方警察北海道本部を廃止、各方面本部を各府県本部と同格化
- 1954年（昭和29年）7月　警察法の施行により「北海道警察函館方面本部」に改称
- 2011年（平成23年）4月　函館機動警察隊[4]を設置
- 2020年（令和2年）4月　方面本部内各係の機能強化のための組織改編に伴い、函館機動警察隊を廃止[5]

## 組織
- 参事官
- 理事官
- 総務官
- 運転免許管理官
- 警務課
  - 留置管理官
- 会計課 - 次席
  - 監査室（室長 - 事務職員）
- 生活安全課 - 次席
  - 少年サポートセンター（所長 - 同課次席）
- 地域課 - 次席 - 小隊長 - 分隊長
  - 通信指令室
  - 鉄道警察隊（隊本部：JR函館駅構内／函館市）（隊長 - 同課次席）
  - 函館方面山岳遭難救助隊（隊長：地域課長）[9]
- 捜査課 - 次席
  - 検視官
- 鑑識課 - 次席
  - 科学捜査研究室（室長 - 技術職員） - （副室長 - 技術職員）
- 交通課 - 次席 - 中隊長 - 小隊長 - 分隊長
  - 交通反則通告センター（所長 - 同課長）
  - 交通管制センター（所長 - 技術職員）
  - 函館運転免許試験場（函館市）
  - 交通機動隊（隊長 - 同課次席）
  - 高速道路交通警察隊[10]（隊長 - 同課次席）
    - 本隊（函館市）
    - 八雲分駐所（二海郡八雲町）
    - 長万部分駐所（山越郡長万部町）
- 警備課 - 次席
- 監察官室 - 監察官
- 北海道警察学校函館方面分校（校舎／函館市）

## 管轄する警察署
9警察署
- 函館中央警察署（大規模署）
- 函館西警察署
- 森警察署
- 八雲警察署
- 木古内警察署
- 松前警察署
- 江差警察署
- せたな警察署
- 寿都警察署